# 藤原佐世
藤原 佐世（ふじわら の すけよ）は、平安時代前期の貴族・学者。藤原式家、中納言・藤原種継の曾孫。民部大輔・藤原菅雄の子。官位は従四位下・右大弁。

## 経歴
儒学者として菅原是善の門下に学んで文章得業生となる一方、藤原基経の侍読を務め その家司となる。文章得業生であった貞観14年（872年）には、大学頭・巨勢文雄と共に渤海使に対する饗宴のために鴻臚館へ遣わされている（この時の官位は従七位下・越前大掾）。民部少丞を経て、元慶元年（877年）従五位下に叙爵し、翌元慶2年（878年）弾正少弼に任ぜられる。
のち右少弁・左少弁と弁官を歴任する一方で、元慶3年（879年）に陽成天皇の尚復を務めたのち、大学頭・式部少輔を務める等次第に学者としての名声を高めていった。また元慶7年（883年）には従五位上に叙せられている。文章博士の地位にあった仁和3年（887年）には、橘広相が作成した宇多天皇から基経への詔勅にあった「阿衡」の文字に関し、「阿衡には位貴しも、職掌なし」との見解を発して、いわゆる阿衡事件（阿衡の紛議）を引き起こした。
基経が没した寛平3年（891年）陸奥守に任じられ、事実上中央政界から排斥された。寛平9年（897年）醍醐天皇の即位に伴って右大弁に任ぜられ、帰洛の途に着くもその途中に病没したとされる。昌泰元年（898年）10月27日卒去。享年52。最終官位は右大弁従四位下。

## 逸話
大学頭の官職にあった際、以下の奏上を行って許されたという。
- 式によると、京職は出挙を行ってその利息を菜料（学生の食費）に充てる事になっている。しかし、弘仁年間は毎年納められていたが、天長年間以降絶えてしまっている。ここに隆平永宝があるが、これは延暦15年（796年）に発行された貨幣であり、その後5回に亘って改鋳が行われている。京職は須く旧貨を新貨に交換すべきにもかかわらず、これを疎かにしたために学生が食費に窮している。聞くところによると、諸司に公廨銭を与える目的は官舎を修理するためであるという。だいたい大学の重要度は諸司の官舎とは比べものにならない。従って、式に準じて新貨を充当して出挙の利息納入を復活させ、もし未進が発生した場合には官職に対する禄を止めるべきである。[4]
- 令によると、公私に関わらず礼事がある場合は、学生に対してその儀式を縦覧させる事になっている。また、承和12年（845年）の宣旨によると、天皇が車駕で行幸する際には官人や文章生を陪従させる事になっている。従って、朝堂の儀式、公私の礼事、節会宴享の日、巡狩遊漁の際には、学生を率いて縦覧・陪従させるようにしている。しかし、元々大学寮には幔幕がないため、行事の際は幔幕が足りずに煩わしく妨げになる。行事にあたって、諸司は幔幕を二条分申請するのが通例だが、大学寮は400名の学生を擁し、二条分では到底入りきらない事から、四条分を確保したい。[5]

## 編書
- 『日本国見在書目録』
- 『古今集註孝経』

## 官歴
注記のないものは『日本三代実録』による。
- 時期不詳：従七位下
- 貞観14年（872年） 5月23日：見文章得業生越前大掾
- 時期不詳：正六位上。民部少丞
- 元慶元年（877年） 11月21日：従五位下
- 元慶2年（878年） 2月15日：弾正少弼
- 時期不詳：右少弁
- 元慶7年（883年） 正月7日：従五位上
- 元慶8年（884年） 3月9日：大学頭、右少弁如元
- 仁和2年（886年） 正月16日：兼左少弁。2月21日：兼式部少輔、左少弁如元
- 時期不詳：正五位下。大蔵少輔[6]
- 寛平2年（890年） 2月27日?：左近衛少将[7]
- 寛平3年（891年） 正月30日：陸奥守[6]
- 時期不詳：従四位下
- 寛平9年（897年） 秋：右大弁[8]

## 系譜
『尊卑分脈』による。
- 父：藤原菅雄
- 母：伴氏娘
- 妻：藤原忠岳の娘
  - 男子：藤原文貞（866-927）
- 妻：従四位下住蔭の娘
  - 男子：藤原文材
- 妻：菅原道真の娘
  - 男子：藤原文行